# Anomiopsoides cavifrons
Anomiopsoides cavifrons är en skalbaggsart som beskrevs av Hermann Burmeister 1861. Anomiopsoides cavifrons ingår i släktet Anomiopsoides och familjen bladhorningar. Inga underarter finns listade i Catalogue of Life.